# Zbigniew Urbanyi
Zbigniew Józef Urbanyi (ur. 13 września 1931 w Bydgoszczy, zm. 6 listopada 2004 tamże) – polski społecznik, żeglarz i dziennikarz.
Karierę dziennikarską rozpoczynał w Ilustrowanym Kurierze Polskim, potem był dziennikarzem „Gazety Pomorskiej”, współpracownikiem „Sportu”, „Żagli”, „Świata Żagli”. Publikował także w „Głosie Wybrzeża”, „Głosie Szczecińskim”, „Panoramie Śląskiej” i „Przekroju”. Był jednym z inicjatorów budowy jachtu Euros, brał udział w jego rejsach. W 1973 uczestniczył w opłynięciu przylądka Horn (Wraz z Aleksandrem Kaszowskim, Henrykiem Lewandowskim i Henrykiem Jaskułą). 
Był synem muzyka Zygmunta Urbanyi'ego. Jego córką jest pracująca na Uniwersytecie Morskim w Gdyni dr Ilona Urbanyi-Popiołek. Spoczywa na Cmentarzu Nowofarnym w Bydgoszczy.
Zbigniew Urbanyi został w roku 2009 patronem nabrzeża Brdy w Bydgoszczy.

## Książki
- "Eurosem" na Horn (wspólnie z A. Kaszowskim) – nagrodzona nagrodą im. L. Teligi
- Polskie jachty na oceanach – (wspólnie z A. Kaszowskim) nagrodzona nagrodą im. L. Teligi
- Trzeci w wielkiej sztafecie (wspólnie z D. Dudą) (O budowie i pierwszych regatach Daru Młodzieży) – nagrodzona nagrodą J. Conrada
- Sztormy, lody i powroty (wspólnie z A. Kaszowskim)